# Industria farmaceutică în România
Piața farmaceutică din România este estimată la 1,9 miliarde Euro în anul 2009. În anul 2008, piața medicamentelor era evaluată la 1,8 miliarde euro, în creștere cu 11% față de anul 2007. 
Piața locală de produse farmaceutice se află în creștere, creștere marcată în special de consumul mic de medicamente înregistrat pe cap de locuitor - 85 euro anual - comparativ cu valori duble în statele Europei Centrale.
Industria farmaceutică cuprinde circa 7.000 de angajați în zona de producție și încă pe atât în segmentul comercial. Pe fondul crizei economice, industria farmaceutică a renunțat în circa 1.500 de persoane în anul 2009.
Legislația în vigoare limitează numărul farmaciilor, pe criteriul demografic, astfel: în București - o farmacie la minimum 3.000 de locuitori; în resedințele de județ - o farmacie la 3.500 de locuitori; în alte localități - o farmacie la 4.000 de locuitori.
Bucureștiul este deservit de 694 de farmacii.
În anul 2005, producția internă acoperea aproximativ 30% din totalul pieței farmaceutice românești, estimată la peste 900 de milioane de euro.
Din totalul producției interne, puțin peste 5% era destinată exporturilor.
În anul 2004, România a exportat produse farmaceutice în valoare de aproape 20 de milioane de euro.
În anul 2009, piața farma era evaluată la 2,5 miliarde de dolari.

## Vânzări
În România există peste 8.000 de farmacii (6.000 după altă estimare), în marea lor majoritate farmacii independente. 
Principalele lanțuri de farmacii care acționează în piața locală sunt Sensiblu, cu 218 de unități, Help Net, Dona, Catena și City Pharma, cu peste 100 de unități fiecare.
În topul vânzărilor se află GlaxoSmithKline, Hoffmann La Roche, Sanofi-Aventis și Novartis, cu cifre de afaceri anuale de peste 350 milioane euro.. 
Piața internă a produselor farmaceutice a ajuns la o valoare de 6 miliarde lei în intervalul octombrie 2006 – septembrie 2007.
Primii jucători pe piață, în această perioadă, au fost, în această ordine, următoarele companii: GlaxoSmithKline, Hoffman La Roche, Sanofi-Aventis, Novartis, Servier, Pfizer, Ranbaxy, Zenitva, Antibiotice Iași, KRKA D.D..
Pe locurile 11-20 se plasau, în ordine, companiile Bayer Healthcare AG, Eli Lilly, Menarini, Actavis, Gedeon Richter, Labormed, Ozone Laboratories, Novo Nordisk, Schering Plough și Astra Zeneca, cu cote de piață situate între 1,6% și 2,1%.